# 꽃피는 마을
《꽃피는 마을》는  조선민주주의인민공화국의 영화이다.